# Diecezja lubuska

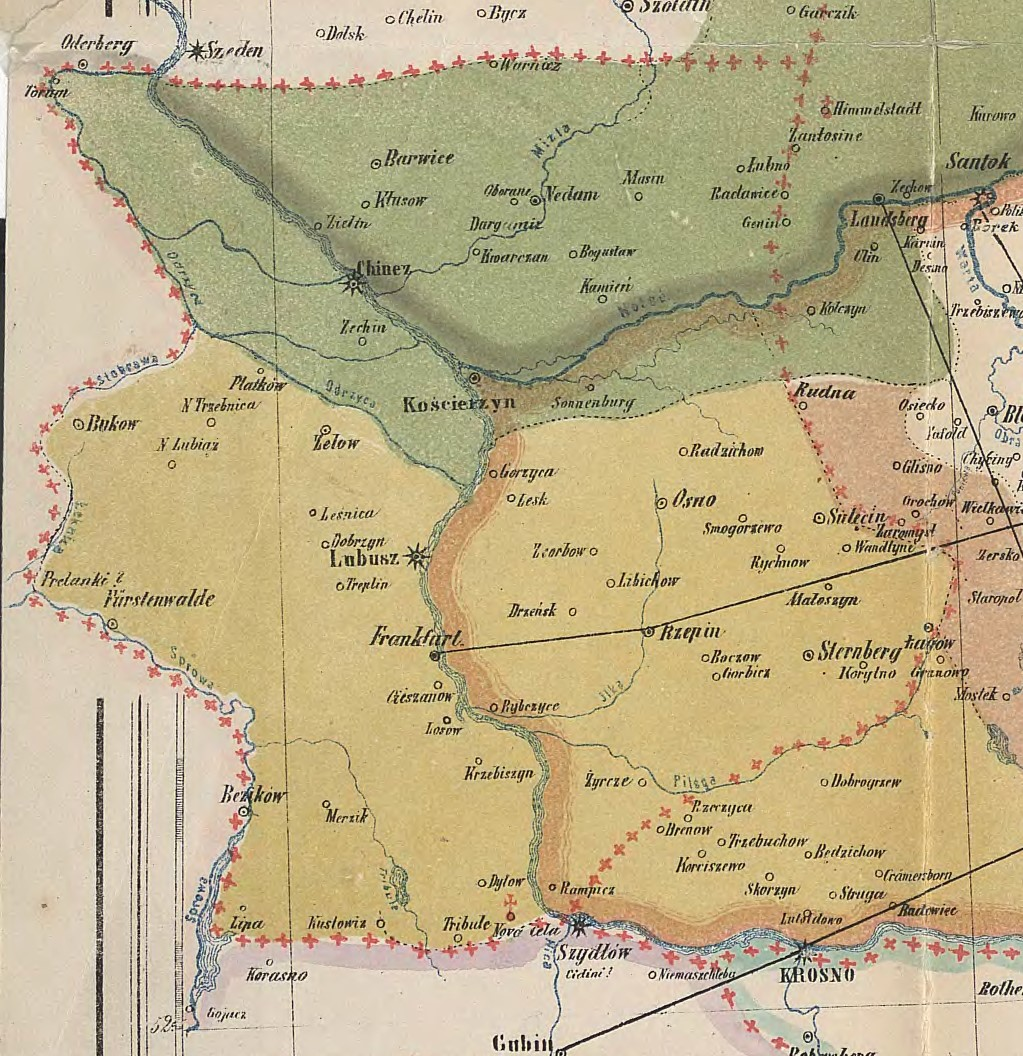
Ziemie przekazane książętom śląskim przez wielkopolskich według Kodeksu dyplomatycznego Wielkopolski z zaznaczoną diecezją lubuską

Diecezja lubuska (łac. Dioecesis Lubucensis) – historyczna diecezja rzymskokatolicka utworzona za panowania Bolesława Krzywoustego w latach 1124/1125. Była bezpośrednio podległa arcybiskupowi gnieźnieńskiemu. Obejmowała ziemie leżące w widłach Odry i Warty oraz ziemie na lewym brzegu Odry, po Sprewę. Od XIII wieku biskupi lubuscy prowadzili akcję misyjną na Rusi i sprawowali opiekę nad katolikami mieszkającymi na terenach księstwa halicko-włodzimierskiego.

## Ośrodki miejskie diecezji lubuskiej
Ważniejszymi ośrodkami miejskimi na obszarze diecezji lubuskiej były:
- Górzyca
- Kostrzyn nad Odrą
- Łagów
- Ośno Lubuskie
- Rzepin
- Słońsk
- Sulęcin
- Torzym

oraz leżące obecnie na terytorium Niemiec:
- Beeskow
- Buckow (Märkische Schweiz)
- Frankfurt nad Odrą
- Fürstenberg (Oder)

- Fürstenwalde
- Lubusz
- Letschin
- Müncheberg
- Seelow

Ośrodkami dóbr biskupów lubuskich jako biskupów misyjnych dla Rusi były do 1514 roku:
- Opatów
- Biskupice

## Historia
Biskupstwo lubuskie zostało powołane w latach 1123–1124 w trakcie legacji w Polsce kardynała Idziego z Tusculum. Biskupstwo utworzono w ramach polskiej organizacji kościelnej, a jego granice łączą się z granicami ziemi lubuskiej. Zdaniem ks. Józefa Nowackiego diecezja lubuska została wydzielona z diecezji poznańskiej, której granice na zachodzie wyznaczały cieki: Stöbber i Löcknitz.
Zygmunt Gloger tak pisał o diecezji lubuskiej:

Biskupstwo Lubuskie nazwę swoją wzięło od miasta Lubusza nad Odrą w ziemi lechickiej, którą przyłączył do Polski Bolesław Chrobry w latach 1007–1012. Biskupstwo atoli założył tu dopiero (jak już wyżej wzmiankowaliśmy) Bolesław Krzywousty w roku 1124 dla części ziemi Lutyków zaodrzańskich, odzyskanej na Niemcach, chcąc przez włączenie tego biskupstwa do metropolii gnieźnieńskiej ubezwładnić skutki prawne darowizny tej ziemi przez cesarza arcybiskupstwu magdeburskiemu. Gdy później Polska w dobie podziałów między potomków Krzywoustego straciła siłę państwową, a Bolesław śląski, młodszy syn Henryka Brodatego, oddać musiał ziemię Lubuską margrabiom brandenburskim, Niemcy przenieśli stolicę biskupią z Lubusza do [...]stenwaldu, czy też Raceburga, biskupi zaś lubuscy ustąpili do Polski z zamiarem apostołowania na Rusi. Henryk Brodaty, zarządzający dzielnicą krakowską i sandomierską, osiedlił ich w Sandomierskim, gdzie dano im opactwo Opatowskie po Cystersach, dawniej zaś posiadali już dobra Biskupice pod Sandomierzem, których nazwa stąd właśnie pochodziła, że do biskupów (lubuskich) należały. Biskupi ci, nie posiadając potem żadnej dyecezyi ani za Odrą, ani na Rusi, byli już tylko in partibus biskupami na Lubuszu i Rusi i z tytułem tym do końca wieku XV przetrwali, lubo na początku XIV wieku biskup lubuski, Stefan, twierdził, że poprzednicy jego rezydowali we Włodzimierzu wołyńskim, gdzie nawet miały być ich groby.

Przyjmuje się, że około 1237 z nadania książęcego Henryka Brodatego Opatów wraz z kilkunastoma wsiami przeszedł na własność biskupów lubuskich. Aleksander IV podporządkował kościół katolicki na Rusi Halickiej biskupom lubuskim w 1257. W 1282 biskupi uzyskali od księcia Leszka Czarnego przywilej umożliwiający nadanie wsiom i miastom prawa niemieckiego.

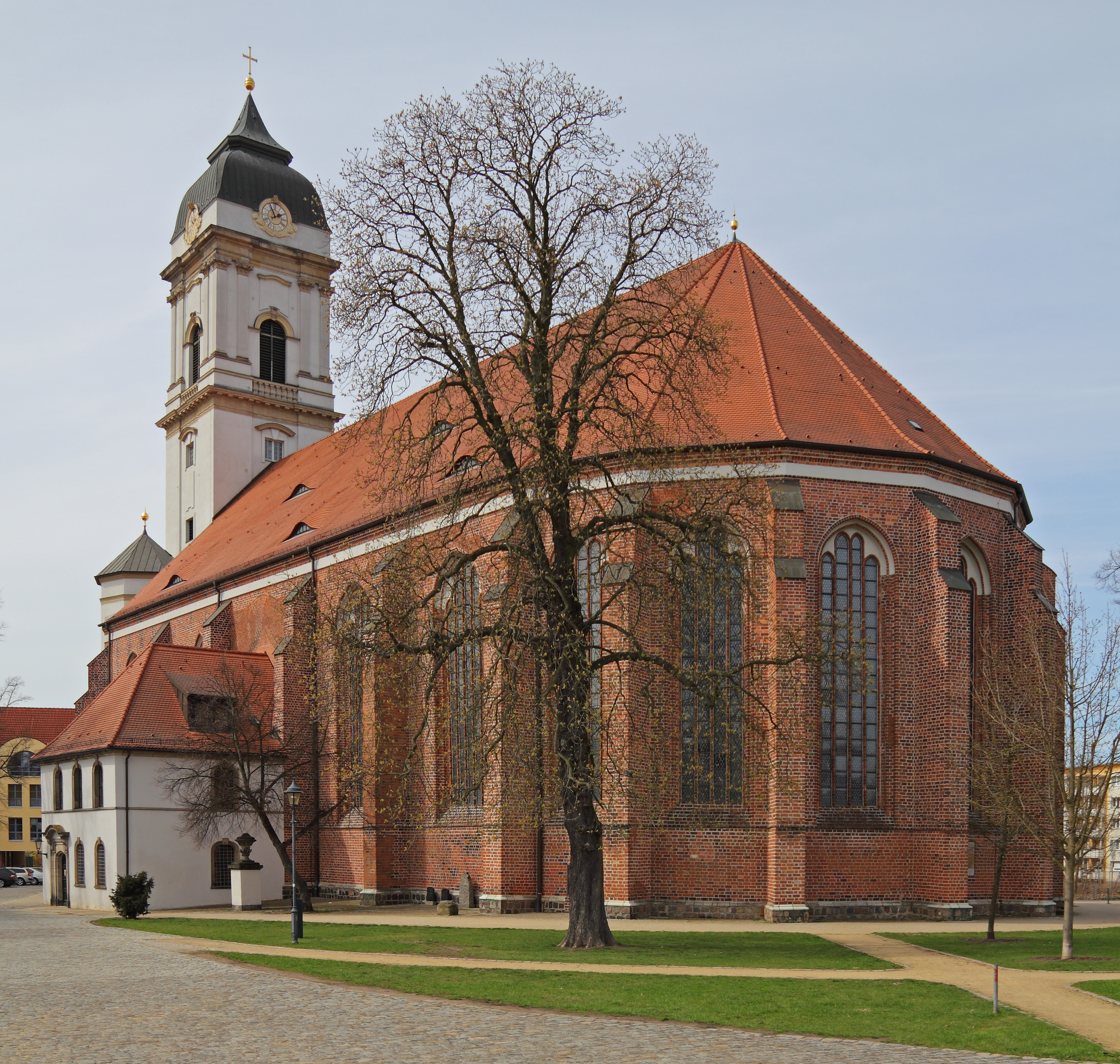
Dawna katedra biskupów lubuskich w Fürstenwalde, obecnie kościół ewangelicki NMP

W 1276 siedziba biskupa została przeniesiona do Górzycy na wschód od Odry. Około 1300 roku doszło w Biskupicach do napadu na biskupa Jana, w związku z czym siedziba dóbr została przeniesiona do Opatowa, gdzie biskupi wystawili swą rezydencję. Przed 1325 Władysław Łokietek prowadził liczne wojny o odzyskanie ziemi lubuskiej z poparciem biskupa Stefana II. W ramach odwetu siedziba biskupa została w 1325 spalona i złupiona przez Ericha von Wulkowa z polecenia margrabiego Ludwika I. Biskup Stefan zbiegł i rezydował we Wrocławiu, podobnie jak jego następca Apeczko z Ząbkowic. Kolejny biskup Henryk Bencz (Bentsch) z poparciem margrabiego Ludwika II przeniósł siedzibę biskupa z powrotem do Lubusza i wybudował nową katedrę na północ od miasta. W 1373, podczas wojny czeskich Luksemburgów z Wittelsbachami o panowanie nad Brandenburgią, wojska cesarskie Karola Luksemburskiego spaliły katedrę w Lubuszu. Nie została ona nigdy więcej odbudowana, a siedziba biskupów została przeniesiona do Fürstenwalde nad Sprewą. Od 1385 również kapituła została przeniesiona do Fürstenwalde.

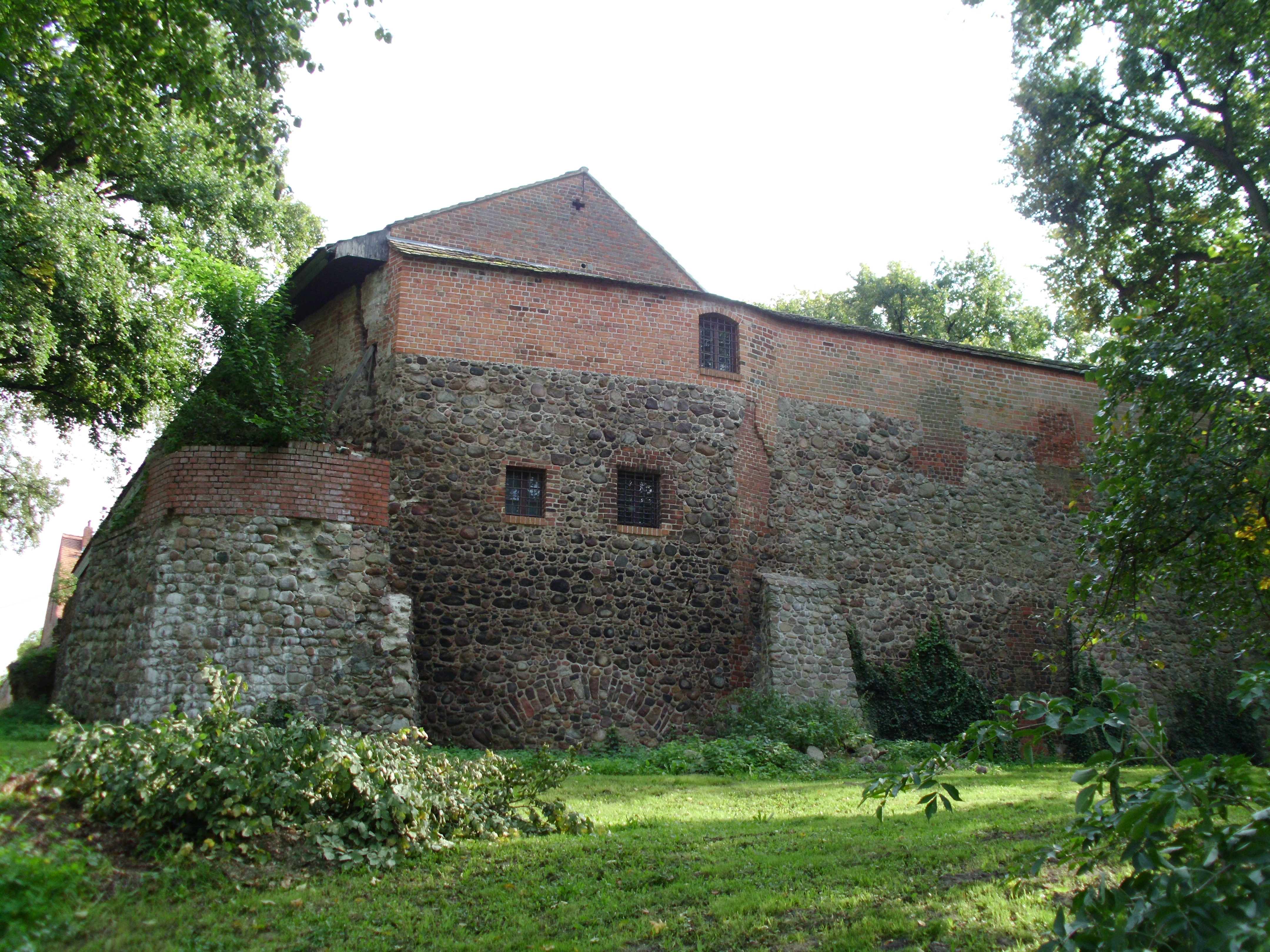
Zamek biskupi w Beeskowie, w którym w 1555 zmarł ostatni katolicki biskup lubuski

W 1424 starania margrabiów brandenburskich zostały uwieńczone powodzeniem i diecezja została podporządkowana arcybiskupowi w Magdeburgu. W 1514 roku biskup lubuski za zgodą papieża sprzedał biskupie dobra opatowskie podkanclerzemu Krzysztofowi Szydłowieckiemu. W 1555 zmarł ostatni katolicki biskup lubuski Jan VII Horneburg i rozpoczęła się reformacja na terenie diecezji. W 1557 katedra w Fürstenwalde znalazła się w rękach luteran. Ostatnie katolickie nabożeństwo odprawiono w 1565. Ostatecznie diecezja została sekularyzowana w 1598. W 1821 roku na terytorium obejmującym m.in. dawną diecezję lubuską utworzono książęco-biskupią delegaturę Brandenburgii i Pomorza z siedzibą w Berlinie, będącą częścią diecezji wrocławskiej. W 1930 roku na bazie delegatury utworzono nową diecezję berlińską.
Sekularyzacja diecezji lubuskiej oznaczała też przerwanie związków ziemi lubuskiej z Polską aż do roku 1945. Obecnie część terenów dawnej diecezji lubuskiej znajduje się w diecezji zielonogórsko-gorzowskiej.

## Symbolika
Symbolem diecezji lubuskiej jest herb, który przyjął swoją ostateczną formę w I. połowie XIV wieku. W centrum jego tarczy znajdują się dwa skrzyżowane srebrne bosaki, przypuszczalnie będące atrybutami świętego Wojciecha (pierwszego patrona diecezji), a nad nimi, w punkcie ich przecięcia, umiejscowiona jest sześciopromienna złota gwiazda, symbolizująca Najświętszą Maryję Pannę, patronkę katedry lubuskiej i głównego sanktuarium maryjnego w Górzycy oraz katedry lubuskiej w Fürstenwalde. Pod tarczą natomiast znajdują się insygnia typowe dla herbu diecezji, czyli złoty krzyż łaciński, złoty pastorał i infuła.
Możliwe jest również, że przedstawione bosaki, z uwagi na ich wykorzystanie w żeglarstwie, mogły podkreślać związki ziemi lubuskiej z rzeką Odrą.
Współcześnie do symboliki diecezji lubuskiej odnoszą się herby archidiecezji berlińskiej oraz diecezji zielonogórsko-gorzowskiej.

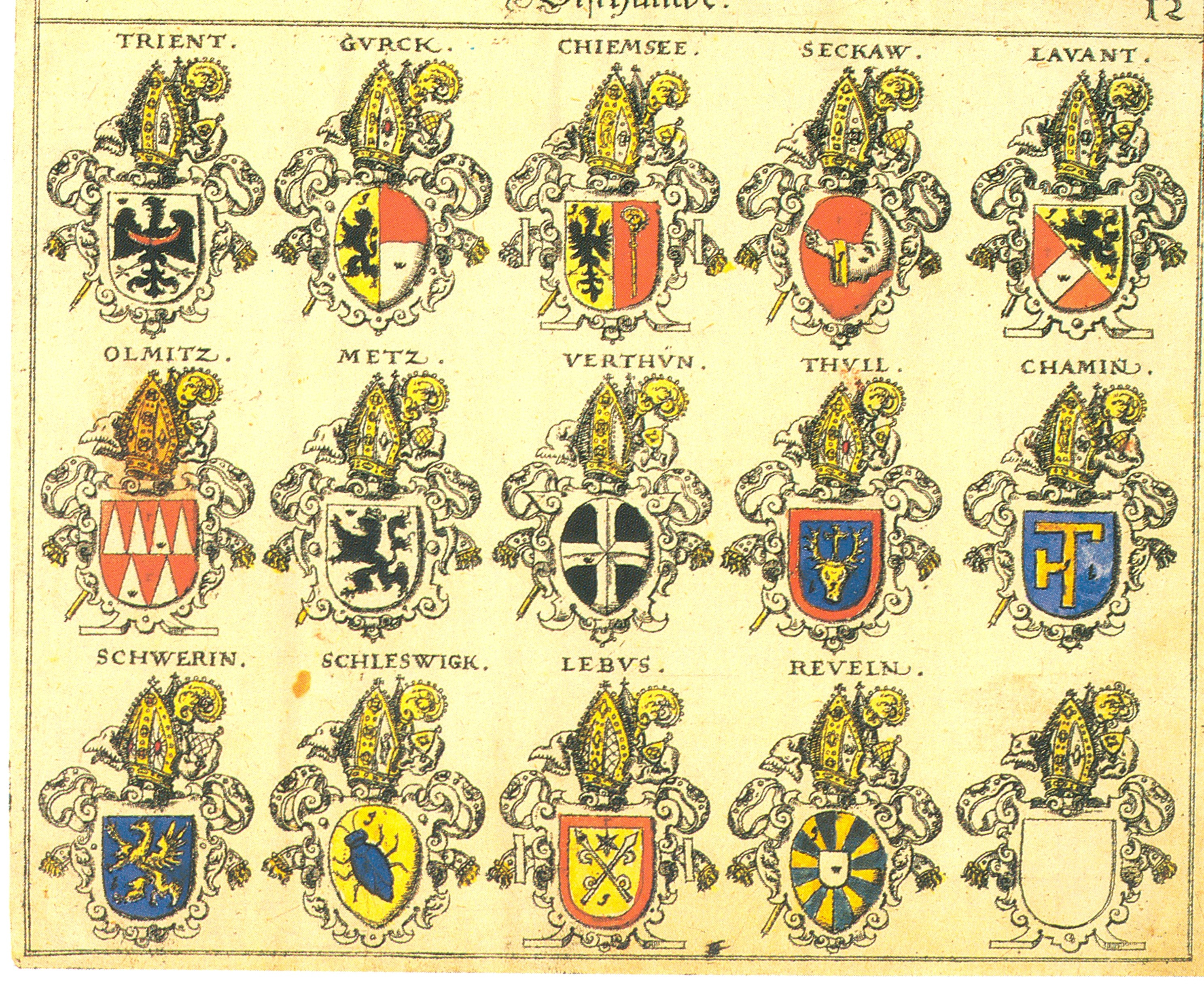
Księga herbowa Johanna Siebmachera z 1605 roku, arkusz 12. Herb diecezji lubuskiej znajduje się w 3. rzędzie od góry i 3. kolumnie od lewej
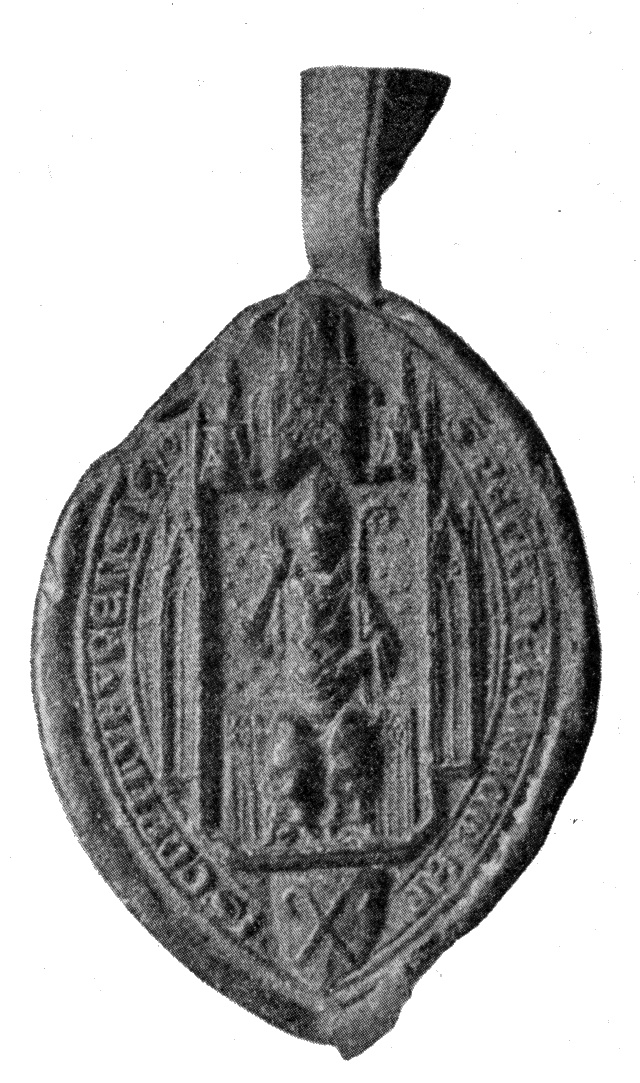
Pieczęć biskupa Piotra na dokumencie z 20 września 1370 roku. Pod postacią biskupa znajduje się herb
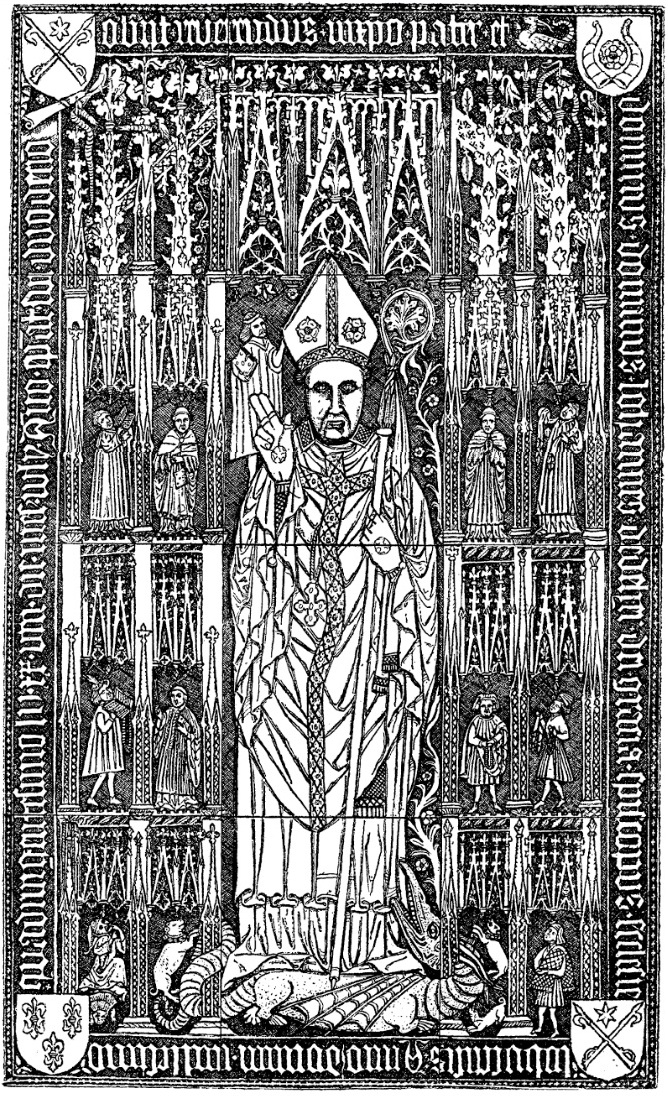
XIX-wieczny rysunek zaginionego epitafium Jana VI von Dehera, znajdujący się w katedrze w Fürstenwalde. Herb diecezji znajduje się w lewym górnym i prawym dolnym rogu